# Martinet (Vandea)
Martinet è un comune francese di 854 abitanti situato nel dipartimento della Vandea nella regione dei Paesi della Loira.

## Società

### Evoluzione demografica
Abitanti censiti